# 攝政王子站
攝政王子站（英語：Prince Regent DLR station）是碼頭區輕便鐵路的一個車站，位於倫敦東部，開通於1994年3月28日。攝政王子站位於貝克頓支線上，位於倫敦第3收費區。本站可以換乘147、300、325、473、678、N551路巴士。

## 外部連結
- Docklands Light Railway website - Prince Regent station page （页面存档备份，存于）